# Eselsdenkmal (Kromsdorf)

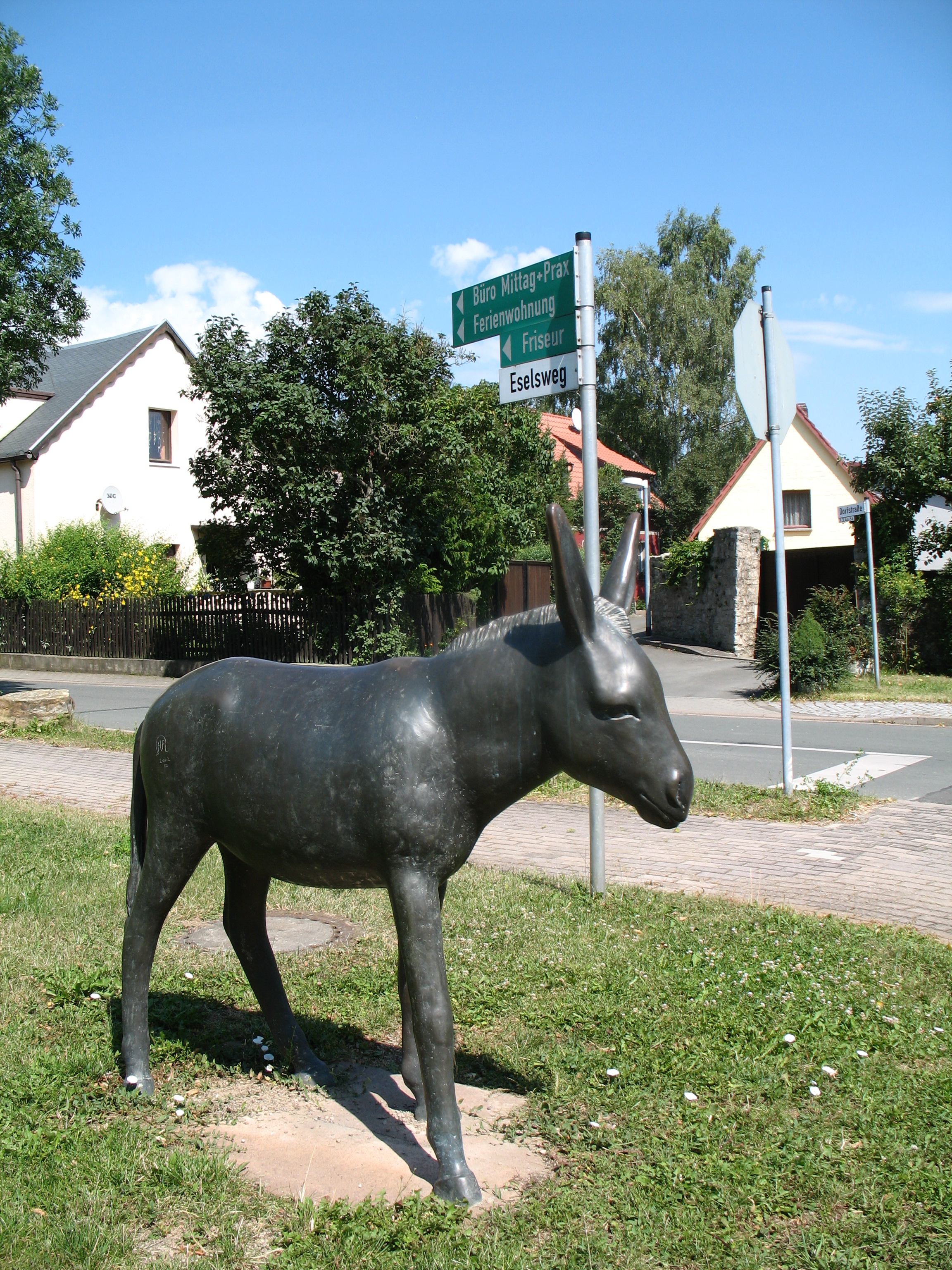
Eselsdenkmal in Kromsdorf

In Kromsdorf, besser Großkromsdorf bei Weimar gibt es am Ortseingang an der Dorfstraße ein Eselsdenkmal.
Eine lebensgroße Eselsfigur aus Bronze steht dort seit 2002. Am Eselsweg, den es dort auch gibt und der von der Dorfstraße abgeht und in das dortige Siedlungsgebiet einbiegt, liegt der VDG  Weimar, der wiederum der Auftraggeber war und seit 2002 dort ansässig ist. Der Standort wurde bewusst gewählt. Heinzz Flottran schuf dieses getreu dem Leitspruch: „Während die edlen Rösser des Westens verschnaufen, ziehen die Esel des Ostens vorbei.“ Das Eselsdenkmal wie auch der Eselsweg wiederum erinnern an eine Mühle, die es dort einmal gegeben hatte und mit der Clauder Mühle in Denstedt noch immer gibt.
Es gibt in der Nähe auch einen Straßenzug Über der Mühle.